# Pierre Pincemaille
Pierre Pincemaille (Paris, 8 de diciembre de 1956-Suresnes, 12 de enero de 2018) fue un organista, improvisador y pedagogo musical francés.

## Juventud y formación
Pierre Pincemaille empezó el estudio del piano en 1965. Rápidamente, descubría el órgano en 1968 gracias a su tío Paul Pincemaille (sacerdote eudista), que le permitía acceder al órgano Lois Debierre del colegio Saint-Sauveur de Redon.
Aprueba el concurso del Conservatorio de París a los 14 años, en 1971. 
- 1973 - 1977 : clase de armonía (profesor: Henri Challan, después Jean-Claude Raynaud);
- 1976 - 1978 : clase de contrapunto (profesor: Jean-Claude Raynaud, después Lucie Robert);
- 1978 : clase de fuga (profesor: Marcel Bitsch);
- 1975 - 1979 : clase de órgano (profesor: Rolande Falcinelli).

Obtiene cinco primeros premios (armonía en 1977, contrapunto en 1978, fuga en 1978, órgano-interpretación en 1979 y órgano-improvisación en 1979).
Entre 1978 y 1990, obtiene cinco grandes premios de concursos internacionales :
- 1978 - Primer premio del concurso internacional de improvisación de Lyon (el presidente del jurado fue Pierre Cochereau);
- 1987 - Gran premio del concurso europeo de órgano de Beauvais;
- 1989 - Primer premio del concurso internacional de improvisación de Estrasburgo;
- 1989 - Gran premio del concurso internacional de improvisación de Montbrison;
- 1990 - Gran premio de improvisación al concurso internacional de órgano de Chartres.

## Carrera profesional
Pierre Pincemaille realiza una carrera de músico como concertista internacional, organista litúrgico, y profesor.
En 1987 es designado organista titular de la Basílica de Saint-Denis, puesto que mantendría hasta su muerte.
Entre 2003 y 2005 es profesor de armonía en el conservatorio de Lyon, y en 2005 fue nombrado profesor de contrapunto en el Conservatorio de París, en el que había estudiado. Pierre Pincemaille fue uno de los maestros de la nueva generación de organistas.
Ofrece más de 1.000 recitales de órgano : más de 300 en 19 países de Europa, 92 en el continente americano (68 en los Estados Unidos) y otros conciertos en África y Asia. En sus conciertos, se esfuerza por presentar al público el órgano como un verdadero instrumento musical y no solo como un instrumento litúrgico. Compone el programa de sus recitales teniente en cuenta el instrumento, el lugar y el público, y prefiere que el organista sea visible por el público.
Conocido por su talento para la improvisación, Pincemaille improvisaba durante los celebraciones en la Basílica de Saint-Denis, y en sus conciertos. Fue el presidente de concursos de improvisación.

## Obra musical
Componía un Ave Maria for coro mixto a capela (À coeur joie, 2013), En Louisiane for trombón y piano (Delatour France, 2004), y Prologue et Noël varié for órgano (Delatour France, 2007). En noviembre de 2017, tres (non publicados) motetes (Pater Noster; Ave Maria; Ave Verum) fueron jugados para la primera vez.
Grabada unos veinte CD, incluidos :
- Completa de los obras para órgano de César Franck (Motette 12541) ;
- Completa de los obras para órgano de Maurice Duruflé (Solstice SOCD 231-232) ;
- Las diez sinfonías de Charles-Marie Widor, en diez órganos de Aristide Cavaillé-Coll de Francía (Solstice SOCD 181-185) ;
- La obra escrita de Pierre Cochereau (Solstice SOCD 163) ;
- La obra de juventud de Olivier Messiaen (IFO 00318/19) ;
- 8 CD de improvisación.

## Decoraciones
Pierre Pincemaille es recompensado en los tres partes de sus actividad : Orden de las Palmas Académicas (el 14 de julio de 2003), Orden de las Artes y las Letras (2006), y Orden de San Gregorio Magno (16 de junio de 2007), por servicios prestados a la Iglesia Católica.